# Шавки, Ислам
Ислам Шавки (араб. إسلام شوقي‎, англ. Islam Shawky, род. 6 октября 1995) — египетский шоссейный и трековый велогонщик.

## Карьера
В 2012 и 2013 годах выступил в юниорской категории по шоссейному велоспорту на Чемпионате арабских стран, где стал чемпионом и  Чемпионатах Африки.
С 2014 по 2017 год принял участие в таких гонках как Тур Шарджи, Тур Марокко, Вызов принца, Вызов Зелёного марша, Тур Руанды, Тур Зубараха, Кубок ОАЭ, Тур Туниса, Тур Мелеса Зенауи. Несколько раз стартовал на чемпионате Африки по шоссейному велоспорту, был участником Чемпионате мира 2016 года в категории U23.
Принял участие на  Африканских играх 2015 года, проходивших в Браззавиль (Республика Конго), где выступил в шоссейных дисциплинах. Сначала в индивидуальной гонке занял 13 место, уступив победителю  минуту. А затем в групповой гонке финишировал в 3,5 минутах позади победителя, заняв в итоге 47-е место.
За этот период в 2015 году стал чемпионом Египта в групповой гонке и победил на трёх этапах Тура Египта, а в 2016 на Чемпионате Африки по трековому велоспорту завоевал две бронзовые медали в командной гонке преследования и командном спринте.
В 2017 году присоединился к только что образованной бахрейнской континентальной команде VIB Bikes. В начале марте выступая в цветах своей новой команды на чемпионате Египта стал призёром в групповой и индивидуальной гонках.

## Достижения

### Шоссе
2013
 Чемпион арабских стран по велоспорту — групповая гонка (юниоры)
2015
 Чемпион Египта — групповая гонка
Пролог, 1-й и 3-й (TTT) этапы Тур Египта
2017
2-й на Чемпионат Египта — групповая гонка
3-й на Чемпионат Египта — индивидуальная гонка

### Трек
2016
 Чемпионат Африки — командный спринт (с Ислам Рамадан, Абдуллах Мухаммед Идрис)
 Чемпионат Африки — командная гонка преследования (с Ислам Насер, Ислам Рамадан, Абдуллах Мухаммед Идрис)